# Arrebato
Pour plus de détails, voir Fiche technique et Distribution.
Arrebato ( [areˈβato] , "Ravissement") est un film expérimental espagnol sorti en 1980, écrit et réalisé par Iván Zulueta. 
Le film suit José Sirgado (Eusebio Poncela), réalisateur de Séries B, qui vit une crise créative et personnelle : incapable de tourner la page de sa rupture avec Ana (Cecilia Roth), il reçoit des nouvelles d'une inquiétant connaissance (Will More (es)), un accro à la Super 8 obsédé de découvrir l'essence du cinéma.
Deuxième long-métrage du réalisateur madrilène, considéré comme le film culte le plus célèbre du cinéma espagnol,,, c'est une œuvre qui s'inscrit dans le mouvement culturel post-franquiste de la Movida madrileña et est considérée par les experts comme un remarquable exemple de film avant-gardiste et de psychodrame, bien que le réalisateur a lui-même dit le contraire.  
Arrebato comporte des éléments typiques du cinéma expérimental, dont une narration complexe, fragmentaire et non linéaire, totalement détachée des canons du cinéma espagnol des années 70. En outre, la puissance de la musique, la direction hypnotique de Zulueta et la fin troublante du film ont été saluées,.
Le titre du film peut être traduit par ravissement, transfiguration, ou encore extase. 

## Synopsis
Madrid : José Sirgado, réalisateur de séries B d'horreur frustré et accro à l' héroïne, est en désaccord avec le monteur de son dernier film, qui se concentre sur la vie d'une vampiresse; le désaccord porte sur la fin du film, aussi satisfaisante pour le réalisateur que décevante et techniquement peu valable pour le monteur. À son retour à la maison, José retrouve son ex-petite amie et actrice Ana, avec qui il venait de rompre après une dispute, inconsciente, à cause d'une probable consommation de drogue. José, lui aussi toxicomane, s'injecte une dose et ouvre un paquet qu'il venait de recevoir, contenant une cassette audio, une bobine de film super 8 et une clef. José décide d'écouter la cassette : la voix est celle de Pedro, une vieille connaissance qu'il avait rencontré deux fois dans la maison de campagne de ce dernier.
José, en écoutant cet enregistrement, revit les moments où il a rencontré Pedro, un enfantin jeune homme de 27 ans. C'est son amie (et cousine de Pedro) Marta qui le lui présente alors qu'il venait pour explorer la maison de famille en cherchant un lieu de tournage. Le jeune homme, en partageant un rail d'héroïne, lui révèle alors son obsession de filmer tout ce qui l'entoure, dans le but ultime d'en saisir l'essence intime pour pouvoir atteindre un véritable état d'extase. Pedro lui montre ses prises qu'il ne montre d'habitude à personne. Plus tard, José envoie à Pedro une minuterie d'intervalle qui contrôle l'obturateur de sa caméra, lui permettant de filmer à des intervalles spécifiques. 
Lors de leur deuxième rencontre, José, cette fois accompagné d'Ana, se drogue et couche avec Pedro, pendant qu'Ana est comme hypnotisée par la poupée Betty Boop que lui a donné Pedro, véritable madeleine de Proust. À la fin de la journée, Pedro lui a finalement annoncé de quitter la maison pour pouvoir filmer de nouveaux sujets plus stimulants.
Dans l'appartement de José, lui et Ana qui se réveille, se souvenant de cette visite, décident de regarder la mystérieuse bobine de film tout en écoutant le reste de la cassette audio. Ils assistent aux derniers mois de la vie de Pedro, qui s'est installé dans un appartement du centre de Madrid avec l'intention de filmer et monter ses prises avec avidité, à l'aide de sa caméra munie de son minuteur. Mais l'enthousiasme initial diminue progressivement jusqu'à s'éteindre complètement :  les visites continues de connaissances et d'amant(e)s l'amènent à s'éloigner de son objectif initial d'atteindre l'extase par ses films. Démoralisé par cette période pauvre de moments intéressants à filmer, Pedro tombe en dépression et finit par s'endormir, espérant ne plus se réveiller. C'est à ce moment que quelque chose d'étrange se produit : au réveil, Pedro se rend compte que la caméra le filmait, sans qu'il sache depuis combien de temps. Une fois le film développé, il découvre que des photogrammes rouges apparaissent inexplicablement sur la pellicule juste après un moment de semi-conscience pendant son sommeil, comme si la caméra refusait de filmer quelque chose. Surpris et en même temps fasciné par cette découverte, Pedro retrouve l'intérêt pour son cinéma et décide de continuer à être filmé par la caméra pendant son sommeil, convaincu de devoir se pousser dans l'abîme au bord duquel il pense se retrouver. Procédant au tournage, Pedro se rend compte que les photogrammes rouges, au début sporadiques et solitaires, commencent à se répandre, prenant de plus en plus de place sur la pellicule. Sa santé se détériore progressivement avec le temps et le tournage, comme si la caméra absorbait toute son énergie physique et mentale. Cependant, à chaque réveil après une nuit filmée, il se sent revitalisé, "ravi", et se convainc que tout ce qui se passe pendant la partie rouge du film est responsable de cette sensation : il se rend compte que s'il ne se filme pas pendant le sommeil, il éprouve des symptômes de manque, similaires au sevrage de l'héroïne. Désormais affaibli mais déterminé à comprendre la nature de ces photogrammes rouges, Pedro demande à Gloria, une de ses amies, d'observer la caméra pendant son sommeil et de lui dire ce qu'elle filme. Gloria, qui ne comprend pas l'enjeu de ce que lui demande son ami déséquilibré, avorte cet essai en désactivant la caméra dont le cliquetis régulier la gêne. Après un accès de colère contre son amie, ils font ensemble une virée dans la nuit madrilène. Pedro décide ensuite de faire venir sa cousine Marta; mais cette fois, l'impensable se produit : pendant le sommeil de Pedro, la caméra, comme si elle était rancunière du geste de Gloria et considérant Marta comme un élément dérangeant, la fait littéralement disparaître (alors qu'elle regarde l'un de ses films, la caméra pivote d'elle-même sur son trépied pour faire face à Marta, qui disparaît). En réalisant ce qui s'était passé après développement de la pellicule, Pedro envoie le film à José, annonçant à la fin de l'enregistrement que, si ses prédictions étaient confirmées, il devrait se rendre chez lui pour pouvoir regarder la dernière partie.

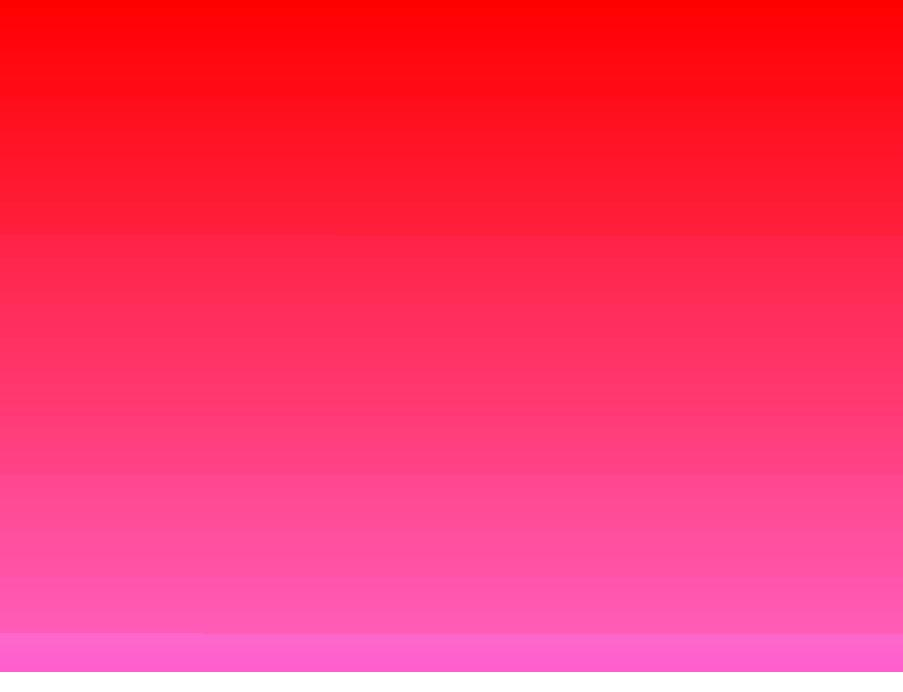
L'énigmatique photogramme rouge qui apparaît sur les pellicules de Pedro

José reste tourmenté par la vision du film, surtout à cause de l'étrange disparition de Marta. Mais l'envie de savoir comment se termine l'histoire est telle qu'il se rend chez Pedro. Entré dans l'appartement grâce à la clef qu'il lui avait envoyée, José trouve que la caméra tourne toujours, mais il n'y a aucune trace de Pedro. José fait alors développer la pellicule. Les trois jours nécessaires à son développement, José les passe chez Pedro, dans un état quasi catatonique, le jour et la nuit s'écoulant sans pause. À la fin du troisième jour d'attente, Josè récupère le film et décide de le visionner chez Pedro; mais la pellicule est composée exclusivement de photogrammes rouges, à l'exception d'une seule image qui représente un gros plan de Pedro. Le film a littéralement pris possession de Pedro qui a fini par faire partie du film. La stupeur de José fait immédiatement place à la terreur : alors que le projecteur est à l'arrêt sur l'image de Pedro, celle-ci s'anime soudain, Pedro faisant un geste vers le lit avec un sourire subtil, comme indiquant à José de se laisser filmer par la caméra pendant qu'il dort, comme lui-même l'avait fait. L'image animée devient floue puis laisse apparaître le visage de José, qui semble faire non de la tête. Celui-ci, presque hypnotisé, s'allonge sur le lit et, terrorisé, se bande les yeux. Le cliquetis de la caméra se transforme en coups de mitrailleuse et José, comme Pedro, est assimilé par le film.

## Fiche technique
- Titre : Arrebato
- Réalisation : Iván Zulueta
- Scénario : Iván Zulueta
- Direction artistique : Iván Zulueta, Carlos Astiárraga et Eduardo Eznarriaga[4]
- Photographie : Ángel Luis Fernández
- Montage : José Luis Peláez, José Pérez Luna, María Elena Sáinz de Rozas [5]
- Costumes : José Alberto Urbieta[5]
- Musique : Negativo et Iván Zulueta
- Pays d'origine : Espagne
- Langue : espagnol
- Budget : 14 millions de pesetas (84 000 euros)
- Recettes : 79 730,75 euros à sa sortie en Espagne, 31 090,30 euros à sa resortie en 2002
- Format : Couleurs - 1,66:1 - Mono - 35 mm
- Date de sortie : 
  - Espagne : 9 juin 1980

## Distribution
- Eusebio Poncela : José Sirgado
- Cecilia Roth : Ana Turner
- Will More (es) : Pedro
- Marta Fernández Muro : Marta
- Helena Fernán-Gómez doublée par Pedro Almodovar (non crédité) : Gloria
- Carmen Giralt : Tante Carmen
- Antonio Gasset : le monteur

## Détails sur le film
La maison de campagne du personnage de Will More était la propriété de Jaime Chávarri qui est apparu dans le court-métrage Aller-retour (dans lequel Chávarri interprétait un rôle). Beaucoup des images que le personnage de Will More filme avec sa Super 8 proviennent de courts métrages antérieurs d'Iván Zulueta (principalement à Massage et Fête). Les images ont été transférées à une pellicule 35 mm, ce qui leur donne une texture spéciale. Il est curieux de remarquer que dans certaines d'entre elles apparaissent des personnages connus de la Movida madrilène comme Olvido Gara (Alaska) qui ne sont pas crédités dans le film. En raison de problèmes de son, une bonne partie du film a du être doublée. Par exemple, le personnage interprété par Helena Fernán Gómez, fille de Fernando Fernán Gómez, a été doublée par Pedro Almodóvar avec un fausset. Cette contribution peu connue du réalisateur espagnol n'est pas non plus créditée au générique. Le film a eu des problèmes pour sa sortie. Sa première fut le 9 juin 1980 au Cine Azul de Madrid.
Le final à la mitraillette est une idée de l'acteur Eusebio Poncela. Il regrettera cette suggestion plus tard, pensant que la fin pensée à l'origine par le réalisateur était meilleure.
La version originale du film durait environ 3 heures , mais le réalisateur a accepté de couper 30 minutes de film, pour des raisons de casting; cependant, la production coupa 40 autres minutes de film à l'insu de Zulueta,.   Arrebato est distribué en Espagne en peu de copies à partir du 9 juin 1980  mais il s'avère être un fiasco au box-office et est retiré après quelques jours de programmation. Il connaîtra un nouveau succès après sa sortie en DVD en 2002.

## Influences, hommages, citations
Des réalisateurs tels que Pedro Almodóvar (un ami d'Ivan Zulueta) et Álex de la Iglesia ont admis l'influence d' Arrebato dans leurs œuvres   . Le film a également été comparé au Videodrome de David Cronenberg et à The Addiction - Vampires d'Abel Ferrara à New York. Le réalisateur David Fincher a rendu hommage au film avec quelques scènes de Fight Club : les images subliminales dans lesquelles Tyler Durden apparaît pendant une fraction de seconde et le pénis en érection finale sont des références au film de Zulueta.
Les acteurs Eusebio Poncela, Cecilia Roth, Will More et Marta Fernández Muro ont tous joué, après Arrebato, dans certains films d'Almodovar; en particulier Poncela et Roth ont remporté un grand succès pour leurs performances dans ces films.

## Prix et nominations
Le film a obtenu les prix et nomination suivants :
- 1980 :  Prix Mystfest (Cattolica, Italie) (nommé au titre de meilleur film)
- 1981 : Fantasporto (prix de la critique, meilleur acteur, meilleur scénario, nommé pour le meilleur film)